# Filip Davydenko
Filip Eduárdovich Davydenko (en ruso: Филипп Эдуардович Давыденко, nacido el 2 de septiembre de 1992) es un tenista profesional ruso nacido en la ciudad de Volgograd. 
Juega con el revés a una mano, su apodo es "Phil". Habla ruso, alemán, Inglés y un poco de francés. Comenzó a jugar tenis a los cinco años de edad. Su madre, es directora general de la Academia de Tenis Davydenko. Su superficies favorita es el polvo de ladrillo y su tiro favorito el revés. Sus ídolos de su niñez fueron su tío, Nikolái Davydenko y Roger Federer.

## Carrera
Su mejor ranking individual es el n.º 693 alcanzado el 23 de junio de 2014, mientras que en dobles logró la posición 1225 el 10 de septiembre de 2012.
No ha logrado hasta el momento títulos de la categoría ATP ni de la ATP Challenger Tour, aunque sí ha obtenido varios títulos Futures tanto en individuales como en dobles.